# Bernal Heights
Bernal Heights est un quartier de San Francisco en Californie, appelé familièrement Bernal. Il se trouve au sud du quartier de Mission District et possède un parc au sommet d'une colline. Il est bordé par quatre rues : César Chávez Street au nord, Mission Street à l'ouest et les routes 280 et 101 au sud et à l'est.

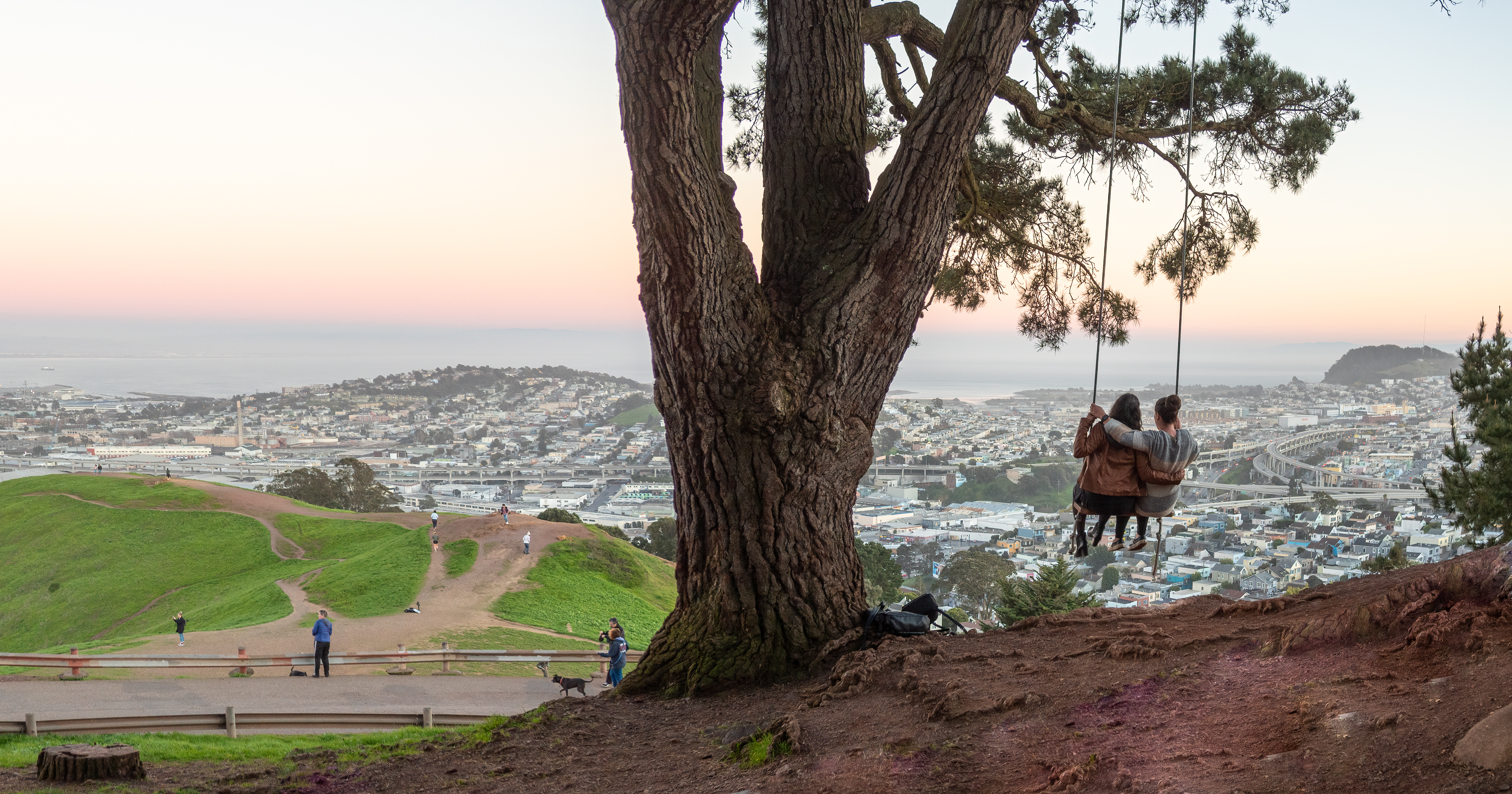
Passer un moment sur une balançoire à Berbal Heights. Février 2020.

## Histoire
En 1839, Don Jose Cornelio Bernal (1796 - 1842) acquiert une terre qu'il baptise Rancho Rincon de las Salinas y Potrero Viejo et sur laquelle il fait de l'élevage. Vers 1860, ce terrain appartient à un banquier d'origine française, François Pioche (1818 - 1872), qui le subdivise en plusieurs lots. Le quartier échappe aux destructions liées au séisme de 1906 et accueille des maisons provisoires pour les victimes. Pendant la Seconde Guerre mondiale, de nombreuses familles afro-américaines s'y installent : les hommes travaillent au San Francisco Naval Shipyard situés à proximité. Le quartier est surnommé « Red Hill » (la « colline rouge ») pendant la guerre du Viêt Nam lorsque des activistes pacifistes s'y installent. Dans les années 1990, le microclimat et la proximité de l'autoroute attirent les classes moyennes. Les habitants les plus célèbres sont Annie Sprinkle, Tom Ammiano, Bob Mcgee, Dan the Automator et Terry Zwigoff.

## Géographie
La principale artère commerçante est Cortland Avenue ; on y trouve aussi une antenne locale de la San Francisco Public Library construite par Frederick Myers (architecte) avec des fonds attribués par la Works Progress Administration dans les années 1930.
La prairie qui occupe le haut de la colline abrite un riche écosystème : le pavot de Californie, les ratons laveurs, les opossums, un coyote et des rapaces y vivent.

## Voir aussi

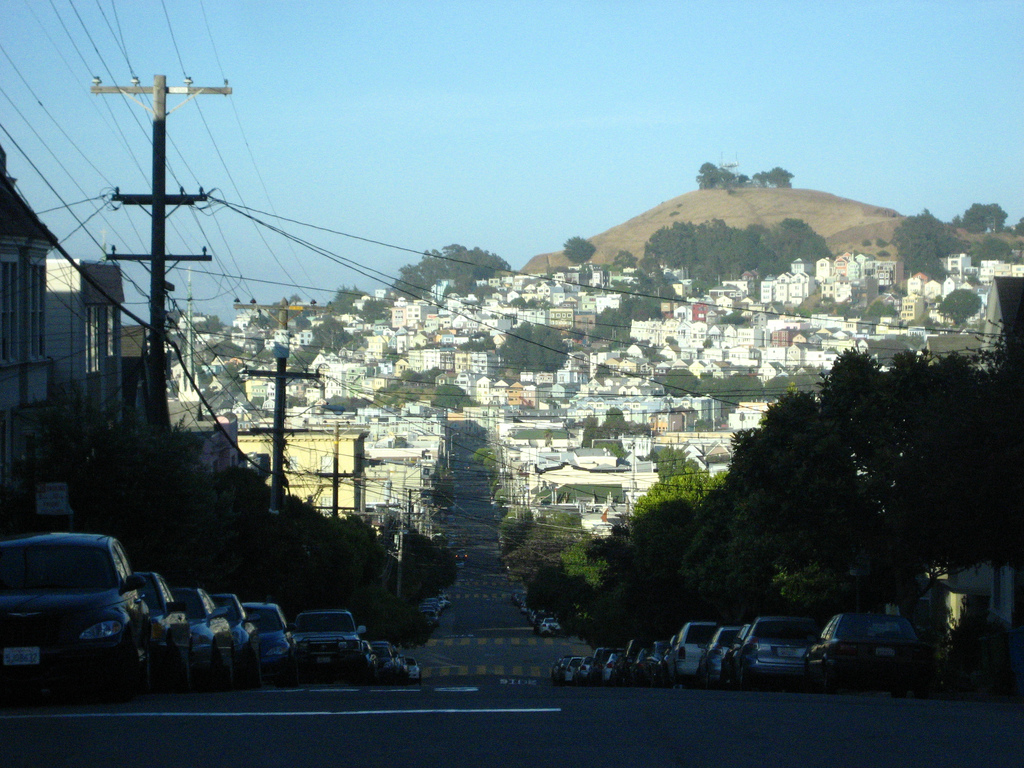
Bernal Heights